# 玉花寿之王
玉花寿之王（英語：Yuhua Shouzhi Wang ，1966年 - ）はアメリカで著名な中国系アメリカ人の芸術家である。1999年アイルランドマンニン大学博士号を取得し、2000年-2009年アメリカオーバーン大学リベラルアーツ学部教授を務めていた。2018年より国際アメリカ芸術館の終身名誉間館長に任命され、ニューヨーク芸術アカデミにてインターナショナルファーストクラスアーティストに認定された。

## 業績
- 2008年7月31日、 アメリカ合衆国議会は、王の芸術上の業績および東西文化発展のため、行った貢献のことを国会記録に記入した。また、「偉大な芸術家と彫刻家」と認定し、彼女の書いた蓮花の絵を超える人がいないと評価した[1]。
- 2013年、国際連合教育科学文化機関（WFUCA）に玉花寿之王の作品が「WFUCA2013」と命名される。
- 2018年、国際アメリカ芸術館に専用展示室が設置され、玉花寿之王の作品が永久展示され、本人が国際アメリカ芸術館の終身名誉館長に任命された。
- 2019年、ニューヨーク芸術アカデミーにてインターナショナルファーストクラスアーティストに認定される。[2]。
- 2019年3月18日、27x18インチの小品画「竹籃石榴」がニューヨークのGianguan Auctionsの春期オ－クション会場で最高落札価格127万ドルで落札される。[3]。

## 画評
- アメリカ議会第110会期第二回会議記録：「王博士は、入念巧みに細心のタッチと油絵の色彩を手彫り上絵のサンゴと玉石上に使ったことで、"世界の財産"と称賛された。博士は中国画に通じているだけでなく、天分に素晴らしく恵まれた彫刻家でもあり、大自然の山脈、岩や植物をテーマとしている。彼女の色彩、絵画と彫刻における創作技巧は既に精巧、優雅と美の極みに到達している。」[1]
- 英国ロイヤル・カレッジ・オブ・アート、アカデミー会員スティーブン・ファージング教授：「色濃い東洋情緒がありつつも、西洋のイメージが際立って表れている。文化越えは、東西文化の空間を運用融合し、霊妙の境地に至っている。彼女の作品は、知識性のものでありながら感情が十分に表れており、現実であるが抽象的意味合いをも含む、事実の描写であり、かつイメージを表現している。」[2]
- 中国広州大学人文学院顧興義教授：「芸術創作のかなり高い境地、つまり客観事物の描写について相似と相違の間に達している… "相似"と"相違"この基準をどう理解するか、丁度よい頃合いに描く、これは画家の教養と技法にとって一つの試練である。王玉花博士の高いレベルの作品は、まさに彼女の上品な人格の現れだ。絵画を"能品""妙品""神品""逸品"の4つに格付けした書画評論家がいるが、王先生の作品は確かに”筆は簡素に形は備え、自然を体得する”の境地に達し、”逸品”と称すことができると私は思う。どの作品も"形"のようで"神"のような最高の境地に至っていると言える。実に得難いことである。[4]。」
- 中国珠江書画院馬超良副院長：「王玉花教授の作品の思想要旨は、中国古典哲学の"本質を得れば形はいらぬ"又は"本質を得れば言葉はいらぬ"の観念に近い。まず立意し筆を入れる、いわゆる、意は筆先に、重きは意の体得にありだ。よって、"本質"をどう得るかは、誠に、学問見識の蓄積、人柄風格の滋養にある。言葉で"絵画の境地"をイメージすると、外に造化（大自然）を師とし、中に心源（内心の悟り）を得たりである。年月を重ねた絵画以外の功績で、王玉花教授は"絵描き職人"の"工夫を凝らした習熟"とはかけ離れたものになった。描かれた風物は、ありふれた表面の下で、すっきりあか抜け才ある気を流露している。」[5]

## 個人の展覧会
- 2008年 アメリカ国会ゴールドルーム，ワシントンD.C。
- 2018年12月 大鵬畫院，深圳[6]。
- 2019年1月 タイ国文化部当代芸術センター，バンコク[7]。
- 2019年5月 上海展覧センター，上海[8]。
- 2019年10月 ルーヴル装飾芸術博物館(Musée des Arts décoratifs)，パリ[9]。

## 主題のある展覧会
- 2021年8月 《莫內睡蓮、玉花壽之王睡蓮對話展》[10]，ロサンゼルス, アメリカ。

## 出版
- 《世界頂級色彩和水墨畫》
- 《玉花壽之王畫集》

## リンク
- 國際級第一級藝術家玉花壽之王博士的畫展轟動世界 アーカイブ 2019年3月23日 - ウェイバックマシン
- 玉花壽之王博士獲國會頒褒揚狀
- 亞洲人終於有了國際級藝術大師 畫展驚爆限流入場 アーカイブ 2019年10月13日 - ウェイバックマシン
- 终登高峰一一略评玉花寿之王的创作之路
- Courants d'art transfrontières-Une fleur deux mondes アーカイブ 2019年10月23日 - ウェイバックマシン